# Festiwal Filmowy w Kolkacie
Festiwal Filmowy w Kolkacie (ang. Kolkata Film Festival) - festiwal filmowy odbywający się w Kolkacie w Indiach od 1995 roku.
31 edycja festiwalu odbędzie się w dniach 6-13 listopada 2025 roku.